# Communauté de communes du Sud Territoire
Die Communauté de communes du Sud Territoire ist ein französischer Gemeindeverband mit der Rechtsform einer Communauté de communes im Territoire de Belfort in der Region Bourgogne-Franche-Comté. Sie wurde am 21. Dezember 1999 gegründet und umfasst 27 Gemeinden. Der Verwaltungssitz befindet sich im Ort Delle.

## Mitgliedsgemeinden
| Gemeinde                                 | Einwohner 1. Januar 2022 | Fläche km² | Dichte Einw./km² | Code INSEE | Postleitzahl |
| ---------------------------------------- | ------------------------ | ---------- | ---------------- | ---------- | ------------ |
| Beaucourt                                | 4.985                    | 4,95       | 1.007            | 90009      | 90500        |
| Boron                                    | 490                      | 6,05       | 81               | 90014      | 90100        |
| Brebotte                                 | 369                      | 3,78       | 98               | 90018      | 90140        |
| Bretagne                                 | 314                      | 4,67       | 67               | 90019      | 90130        |
| Chavanatte                               | 132                      | 3,86       | 34               | 90024      | 90100        |
| Chavannes-les-Grands                     | 343                      | 6,93       | 49               | 90025      | 90100        |
| Courcelles                               | 128                      | 5,32       | 24               | 90027      | 90100        |
| Courtelevant                             | 375                      | 5,82       | 64               | 90028      | 90100        |
| Croix                                    | 178                      | 5,41       | 33               | 90030      | 90100        |
| Delle                                    | 5.677                    | 9,20       | 617              | 90033      | 90100        |
| Faverois                                 | 592                      | 6,50       | 91               | 90043      | 90100        |
| Fêche-l’Église                           | 721                      | 3,93       | 183              | 90045      | 90100        |
| Florimont                                | 465                      | 18,19      | 26               | 90046      | 90100        |
| Froidefontaine                           | 446                      | 4,55       | 98               | 90051      | 90140        |
| Grandvillars                             | 2.963                    | 15,17      | 195              | 90053      | 90600        |
| Grosne                                   | 322                      | 3,65       | 88               | 90055      | 90100        |
| Joncherey                                | 1.439                    | 5,18       | 278              | 90056      | 90100        |
| Lebetain                                 | 419                      | 4,84       | 87               | 90063      | 90100        |
| Lepuix-Neuf                              | 315                      | 5,46       | 58               | 90064      | 90100        |
| Montbouton                               | 425                      | 2,81       | 151              | 90070      | 90500        |
| Réchésy                                  | 765                      | 12,61      | 61               | 90081      | 90370        |
| Recouvrance                              | 144                      | 1,50       | 96               | 90083      | 90140        |
| Saint-Dizier-l’Évêque                    | 430                      | 10,83      | 40               | 90090      | 90100        |
| Suarce                                   | 439                      | 11,81      | 37               | 90095      | 90100        |
| Thiancourt                               | 281                      | 2,67       | 105              | 90096      | 90100        |
| Vellescot                                | 250                      | 3,55       | 70               | 90101      | 90100        |
| Villars-le-Sec                           | 178                      | 3,05       | 58               | 90105      | 90100        |
| Communauté de communes du Sud Territoire | 23.585                   | 172,29     | 137              | –          | –            |